# Мадалена ди Кацано (Болоња)
Мадалена ди Кацано (итал. Maddalena di Cazzano) је насеље у Италији у округу Болоња, региону Емилија-Ромања.
Према процени из 2011. у насељу је живело 291 становника. Насеље се налази на надморској висини од 18 м.